# River Red
River Red est un film américain réalisé par Eric Drilling et sorti en 1998.

## Distribution
- Tom Everett Scott : Dave Holden
- David Moscow : Tom Holden
- Cara Buono : Rachel
- David Lowery : Billy
- Denis O'Hare : Le père
- Michael Kelly : Frankie
- Leo Burmester : Juge Perkins
- Marcia DeBonis : Sara